# Mas de les Forques
El Mas de les Forques és una masia de Santa Pau (Garrotxa) inclosa a l'Inventari del Patrimoni Arquitectònic de Catalunya.

## Descripció
Està bastit amb carreus ben escairats en les obertures i als angles de la casa. Disposa de planta baixa i dos pisos. La porta principal té una llinda molt destrossada: "COLL DE...LEPAS", "DOMINICULCOL...FECIT" i "ANNO...1760". En aquest pla era executada la justícia baronial. Segons Grabolosa, el masover d'aquesta casa podia haver estat el botxí medieval. Seguint amb el mateix autor: "no fa gaires anys, bo i llaurant, la rella va topar amb les pedres que segurament aguantaven les forques". Documentalment, el doctor Joaquim Danés va trobar a l'arxiu conventual del Carme aquesta breu però tràgica anotació: "Al 4 de setembre de l'any 1680, em processó es va a Santa Pau per a acompanyar a dos homes a la forca (…)".